# Pseudofabriciola longa
Pseudofabriciola longa är en ringmaskart som beskrevs av Fitzhugh 1990. Pseudofabriciola longa ingår i släktet Pseudofabriciola och familjen Sabellidae. Inga underarter finns listade i Catalogue of Life.